# Alojz Zupan
Alojz Zupan (vzdevek Vuj), slovenski klarinetist in pedagog, * 20. maj 1935, Aumetz, Francija, † 1. januar 2012, Ljubljana.
Rojen je bil v izseljeniški rudarski družini, ki se je po njegovem rojstvu preselila v Trbovlje. Z glasbo se je pričel ukvarjati takoj po drugi svetovni vojni in se že leta 1950 vključil v Delavsko godbo Trbovlje kot klarinetist. Na Akademiji za glasbo v Ljubljani je leta 1961 diplomiral v razredu Mihaela Gunzka, od leta 1974 do upokojitve pa je tudi sam poučeval na tej ustanovi, in sicer kot redni profesor klarineta ter predstojnik Oddelka za pihala, trobila in tolkala. Zupan je bil solo-klarinetist v Simfoničnem orkestru RTV Slovenija med letoma 1958 in 1999, med letoma 1989 in 2007 pa je vodil Delavsko godbo Trbovlje. Za uspehe na pedagoškem področju je leta 1985 prejel priznanje Zveze glasbenih pedagogov Slovenije. 
Za svoje kvalitetno umetniško delo je prejel številna priznanja in nagrade, med njimi študentsko Prešernovo nagrado, nagrado Prešernovega sklada v skupini Pihalnega kvinteta RTV Ljubljana leta 1983, Bettetovo nagrado za vrhunske glasbene solistične nastope leta 1982.
Za izvedbo koncerta Pavla Šivica je dobil nagrado JRT na festivalu v Ohridu. Leta 2000 je prejel Gallusovo plaketo za življenjsko delo na področju ljubiteljske kulturne dejavnosti.
Leta 1976 je prejel plaketo Tončke Čeč, leta 1999 pa mu je Občina Trbovlje podelila naziv častnega občana.
Njegov sin je klarinetist Andrej Zupan.